# Muscle of Love
Muscle of Love é um disco lançado em 1973 pela banda Alice Cooper, o último disco antes da dissolução da banda, e o início da carreira solo do Alice.
A banda, formada por Buxton, Bruce, Dunnaway, e Smith, queria que o sucessor de Billion Dollar Babies tivesse mais participação deles, deixando a teatralidade um pouco de lado. Na quebra de braço com Alice Cooper, que fez até o produtor Bob Ezrin abandonar a produção do disco, a banda venceu e o resultado é um excelente disco, pesado, um dos pontos altos do glam rock setentista, mas que foi pouco compreendido por Alice, visto que ele cada vez mais se interessava por apresentações e musicalidade teatral.
Foi na turnê promocional desse disco que o Alice Cooper Group fez sua 1° apresentação no Brasil em 1974.

## Faixas
1. "Big Apple Dreamin' (Hippo)" (Alice Cooper, Glen Buxton, Michael Bruce, Dennis Dunaway, Neal Smith) - 5:10
2. "Never Been Sold Before" (Cooper, Buxton, Bruce, Dunaway, Smith) - 4:28
3. "Hard Hearted Alice" (Cooper, Bruce) - 4:53
4. "Crazy Little Child" (Cooper, Bruce) - 5:03
5. "Working Up a Sweat" (Cooper, Bruce) - 3:32
6. "Muscle of Love" (Cooper, Bruce) - 3:45
7. "Man With the Golden Gun" (Cooper, Buxton, Bruce, Dunaway, Smith) - 4:12
8. "Teenage Lament '74" (Cooper, Smith) - 3:53
9. "Woman Machine" (Cooper, Buxton, Bruce, Dunaway, Smith) - 4:31

## Recepção crítica
Escrevendo para a Rolling Stone, Lenny Kaye deu ao álbum uma revisão mista, descrevendo seu conteúdo como "hit-or-miss" e acreditando que o grupo havia perdido o foco em relação ao seu musical direção.
1. ↑  Kaye, Lenny (17 de janeiro de 1974). «Alice Cooper: The Motor Cools Down». Straight Arrow Publishers, Inc. Rolling Stone (152). 49 páginas